# Прибил Обуганић
Прибило Обуганић (умро после 1376) је био српски властелин у области Требиња у служби Николе Алтомановића и Ђурђа Балшића.

## Биографија
Поред Прибила, у изворима се наилази и на његову браћу, Радослава и Радоњу. Браћа Обуганић су у последњој четвртини 14. века били властела различитих сизерена. Најпре су се налазили су служби Николе Алтомановића, а након расапа његове области прелазе у службу браће Балшића. Није сигурно да ли су после 1377. године били вазали босанског краља Твртка који је заузео ове области. Прибило се у изворима први пут јавља 1372. године када је против њега поднета тужба од стране Дубровчана због неке пљачке коју је Прибил начинио Дубровчанима у Требињу. Следећи пут се у изворима јавља децембра 1376. године када се област Требиња већ налазила у рукама Балшића. Балшићи су искористили пораз Николе Алтомановића (1373) од стране Лазара Хребељановића, Твртка и Николе Горјанског Старијег, да приграбе Требиње, Конавли и Драчевицу. Овим територијама владали су четири године. Прибило се нешто обавезао 1376. године. Константин Јиречек је поистоветио Обуганиће са Куделиновићима преко Радоње Куделиновића. Оправданост ове идентификације довео је у сумњу Михаило Динић. Јиречек је поистоветио Радоњу Куделиновића са Радоњом Обуганићем. Међутим, као браћа Радоње Куделиновића помињу се Мрђа, Милкус и Јунко, док се уз Радоњу Обуганића јављају Радослав и Прибил.